# Liste von Burgen, Schlössern und Festungen im Département Jura
Die Liste von Burgen, Schlössern und Festungen im Département Jura listet bestehende und abgegangene Anlagen im Département Jura auf. Das Département zählt zur Region Bourgogne-Franche-Comté in Frankreich.

Wappen des Départements Jura (39)
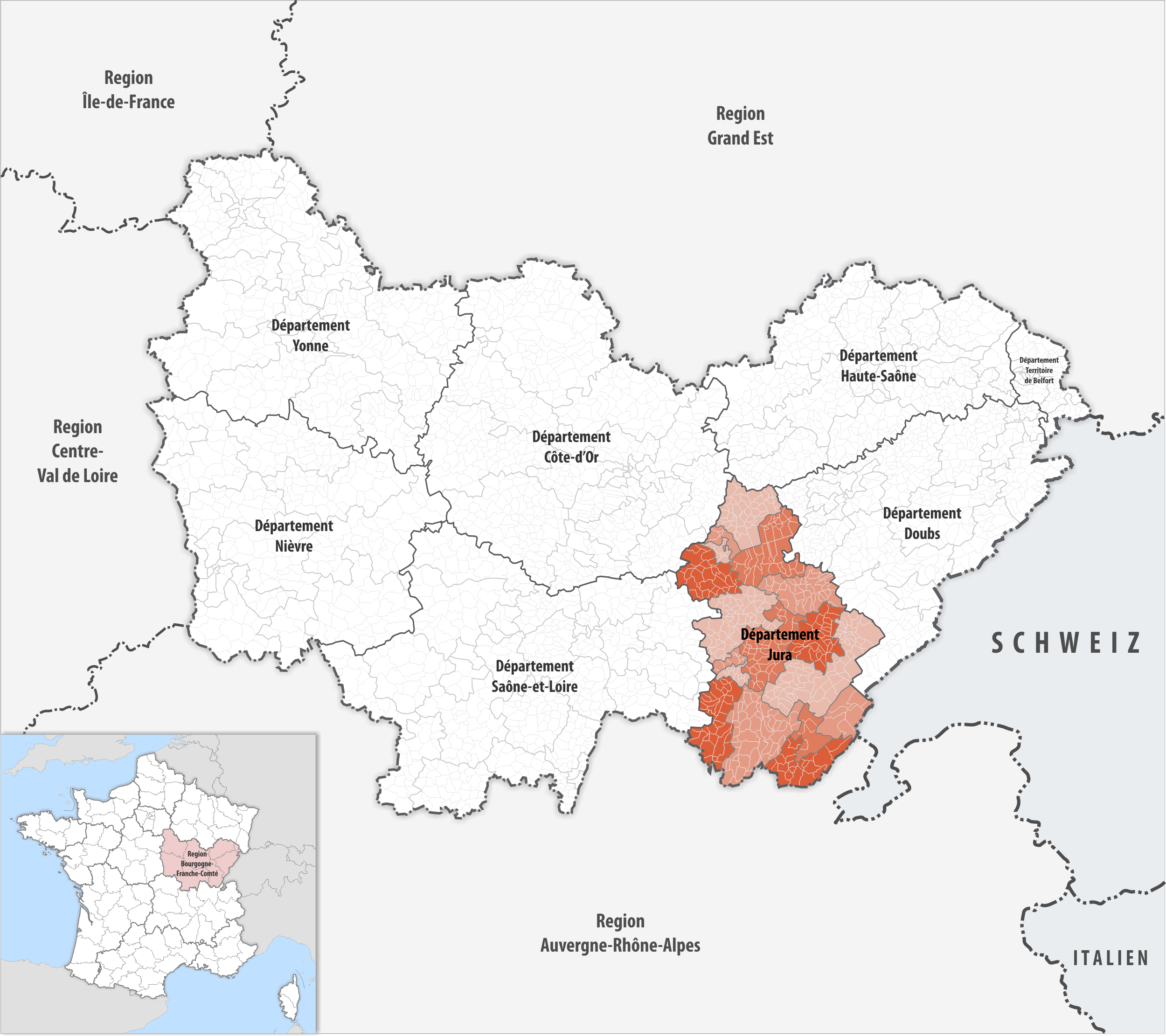
Lage des Départements Jura in der Region Bourgogne-Franche-Comté
Lage der Region Bourgogne-Franche-Comté in Frankreich

## Liste
Bestand am 27. Juli 2021: 61
| Name deu / fra                                               | Gemeinde / Lage                              | Typ (Untertyp) | Bemerkungen | Bild |
| ------------------------------------------------------------ | -------------------------------------------- | -------------- | --- | ---- |
| Burg Andelot Château d'Andelot                               | Andelot-Morval 46,424642° N, 5,413844° O     | Burg           | |      |
| Burg Arlay Château vieux d'Arlay                             | Arlay 46,756841° N, 5,537291° O              | Burg           | Ruine |      |
| Schloss Arlay Château d'Arlay                                | Arlay 46,759° N, 5,5379° O                   | Schloss        | |      |
| Burg Baume Château de Baume                                  | Saint-Lothain 46,825164° N, 5,641458° O      | Burg           | Ruine, ehemalige Abteiburg                                                                                       |      |
| Burg Beauregard Château de Beauregard                        | Publy 46,6075° N, 5,661389° O                | Burg           | Ruine |      |
| Schloss Bersaillin Château de Bersaillin                     | Bersaillin 46,86° N, 5,5978° O               | Schloss        | |      |
| Burg Binans Château de Binans                                | Publy 46,62361° N, 5,66167° O                | Burg           | Ruine |      |
| Schloss Blandans Château de Blandans                         | Domblans 46,7718° N, 5,6071° O               | Schloss        | |      |
| Schloss Boissia Château de Boissia                           | Boissia 46,59176° N, 5,738466° O             | Schloss        | |      |
| Schloss Bontemps Château Bontemps                            | Arbois 46,9031° N, 5,7708° O                 | Schloss        | |      |
| Schloss Brans Château de Brans                               | Brans 47,2317° N, 5,5672° O                  | Schloss        | |      |
| Schloss Châteauvieux Château de Châteauvieux                 | Cuisia                                       | Schloss        | |      |
| Schloss Chaussin Château de Chaussin                         | Chaussin 46,9654° N, 5,4056° O               | Schloss        | |      |
| Burg Chevigny Château de Chevigny                            | Chevigny                                     | Burg           | Ruine |      |
| Burg Chevreaux Château de Chevreaux                          | Chevreaux 46,5106° N, 5,4033° O              | Burg           | Ruine |      |
| Burg Clairvaux-les-Lacs Château de Clairvaux-les-Lacs        | Clairvaux-les-Lacs                           | Burg           | Ruine |      |
| Burg Cornod Château de Cornod                                | Cornod 46,3121° N, 5,5525° O                 | Burg           | |      |
| Schloss Courbouzon Château de Courbouzon                     | Courbouzon 46,6507° N, 5,5283° O             | Schloss        | |      |
| Schloss Cousance Château de Cousance                         | Cousance 46,5273° N, 5,3923° O               | Schloss        | |      |
| Schloss Domblans Château de Domblans                         | Domblans 46,765397° N, 5,59983° O            | Schloss        | |      |
| Burg Dramelay Château de Dramelay                            | Dramelay                                     | Burg           | Ruine |      |
| Schloss Eclans Château d'Eclans                              | Éclans-Nenon                                 | Schloss        | |      |
| Burg Frontenay Château de Frontenay                          | Frontenay 46,7858° N, 5,6183° O              | Burg           | |      |
| Schloss Gaillard Château-Gaillard                            | Mont-sous-Vaudrey                            | Schloss        | |      |
| Schloss Gevingey Château de Gevingey                         | Gevingey 46,6373° N, 5,5082° O               | Schloss        | |      |
| Schloss La Grangerie Château de la Grangerie                 | Mont-sous-Vaudrey                            | Schloss        | |      |
| Schloss Gréa Château Gréa                                    | Rotalier                                     | Schloss        | |      |
| Schloss Grusse Château de Grusse (Demeure Secrétan)          | Grusse                                       | Schloss        | |      |
| Burg Lavans-lès-Dole Château de Lavans-lès-Dole              | Lavans-lès-Dole                              | Burg           | |      |
| Schloss Marigna Château de Marigna                           | Marigna-sur-Valouse                          | Schloss        | |      |
| Burg Menétru-le-Vignoble Château de Menétru-le-Vignoble      | Menétru-le-Vignoble                          | Burg           | |      |
| Schloss Menthon Château de Menthon                           | Choisey                                      | Schloss        | |      |
| Schloss Mérona Château de Mérona                             | Mérona                                       | Schloss        | |      |
| Burg Mirebel Château de Mirebel                              | Mirebel 46,70111° N, 5,73472° O              | Burg           | Ruine |      |
| Schloss Moissey Château de Moissey                           | Moissey                                      | Schloss        | |      |
| Schloss Montbourgeau Château de Montbourgeau                 | L’Étoile                                     | Schloss        | |      |
| Burg Montdidier Château de Montdidier                        | Aromas 46,276509° N, 5,499575° O             | Burg           | Ruine |      |
| Schloss Montigny-lès-Arsures Château de Montigny-lès-Arsures | Montigny-lès-Arsures 46,9249° N, 5,7807° O   | Schloss        | |      |
| Schloss Montmirey-la-Ville Château de Montmirey-la-Ville     | Montmirey-la-Ville 47,21657° N, 5,522293° O  | Schloss        | |      |
| Schloss Montmirey-le-Château Château de Montmirey-le-Château | Montmirey-le-Château 47,22444° N, 5,53528° O | Schloss        | |      |
| Schloss Montmorot Château de Montmorot                       | Montmorot                                    | Schloss        | |      |
| Schloss Montrambert Château de Montrambert                   | Dammartin-Marpain 47,2519° N, 5,5813° O      | Schloss        | |      |
| Burg Montrond Château de Montrond                            | Montrond                                     | Burg           | Ruine |      |
| Schloss Mutigney Château de Mutigney                         | Mutigney 47,278° N, 5,5455° O                | Schloss        | |      |
| Schloss La Muyre Château de la Muyre                         | Domblans 46,7538° N, 5,5719° O               | Schloss        | |      |
| Burg Oliferne Château d'Oliferne                             | Vescles 46,3188° N, 5,5883° O                | Burg           | Ruine |      |
| Burg Ougney Château d'Ougney                                 | Ougney                                       | Burg           | Ruine |      |
| Burg Parthey Château de Parthey                              | Choisey                                      | Burg           | |      |
| Schloss Pécauld Château Pécauld                              | Arbois 46,9036° N, 5,7761° O                 | Schloss        | |      |
| Schloss Persanges Château de Persanges                       | L’Étoile 46,7119° N, 5,5238° O               | Schloss        | |      |
| Burg Le Pin Château du Pin                                   | Le Pin                                       | Burg           | |      |
| Burg Présilly Château de Présilly                            | Présilly                                     | Burg           | Ruine |      |
| Schloss Pymont Château de Pymont                             | Villeneuve-sous-Pymont 46,6886° N, 5,5442° O | Schloss        | |      |
| Burg Rochelle Château de Rochelle                            | Grusse                                       | Burg           | In der Revolution zerstört und vollständig abgetragen, lag im Wald von Grusse und hatte eine beträchtliche Größe |      |
| Schloss Rotalier Château de Rotalier                         | Rotalier                                     | Schloss        | |      |
| Schloss Salans Château de Salans                             | Salans                                       | Schloss        | |      |
| Schloss Sermange Château de Sermange                         | Sermange 47,1924° N, 5,681° O                | Schloss        | |      |
| Schloss Syam Château de Syam                                 | Champagnole 46,7048° N, 5,9455° O            | Schloss        | |      |
| Burg Vaulgrenant Château de Vaulgrenant                      | Pagnoz                                       | Burg           | Ruine |      |
| Schloss Verreux Château de Verreux                           | Arbois                                       | Schloss        | |      |
| Burg Virechâtel Château de Virechâtel                        | Onoz                                         | Burg           | Ruine |      |